# Сандаун (Мисури)
Сандаун (енгл. Sundown) насељено је место без административног статуса у америчкој савезној држави Мисури.

## Демографија
По попису из 2010. године број становника је 48, што је 10 (26,3%) становника више него 2000. године.
| Група             | 2000.       | 2010.      |
| Белци             | 38 (100,0%) | 46 (95,8%) |
| Афроамериканци    | 0 (0,0%)    | 0 (0,0%)   |
| Азијати           | 0 (0,0%)    | 0 (0,0%)   |
| Хиспаноамериканци | 0 (0,0%)    | 1 (2,1%)   |
| Укупно            | 38          | 48         |